# Michael Ordóñez
Michael Ordóñez (Cali, Colombia; 22 de febrero de 1990) es un futbolista colombiano. Juega como mediocampista.

## Clubes
| Club                           | País               | Año         |
| ------------------------------ | ------------------ | ----------- |
| Atlético                       | Colombia           | 2009 - 2010 |
| Cortuluá                       | Colombia           | 2011        |
| Bolívar                        | Bolivia            | 2012        |
| Bogotá F. C.                   | Colombia           | 2013        |
| Zulia                          | Venezuela          | 2014        |
| Once Caldas                    | Colombia           | 2015        |
| Deportivo Pasto                | Colombia           | 2016        |
| Deportes Tolima                | Colombia           | 2017        |
| Sport Boys                     | Bolivia            | 2017        |
| Atlético Huila                 | Colombia           | 2018 - 2019 |
| Deportivo Pereira Chacarita Jr | Colombia Argentina | 2020 2022   |